# Museo d'arte contemporanea Masedu
Il Museo d'arte contemporanea Masedu è un museo d'arte contemporanea con sede a Sassari nel quartiere di Monte Rosello.
Inaugurato nel 1999 recuperando gli spazi dell'ex-saponificio Masedu, da cui il nome, viene gestito dalla Provincia di Sassari ed è stato recentemente rinnovato nel 2011.

## Mostre temporanee
- faber FABER ,l'Accademia incontra DeAndre' -29 aprile 30 giugno 2016 Sassari
- 54ª Esposizione della Biennale Internazionale d'Arte di Venezia. Padiglione Sardegna (10 giugno - 27 novembre 2011)
- Ciad. Dalla Savana al Sahara attraverso il Sahel (12 - 16 ottobre 2005)
- Marilena Sini - Don Chisciotte, lode alla follia (5 - 16 luglio 2005)
- Jean-André Bertozzi/Leonardo Boscani - L'umana ambizione (10 giugno - 3 luglio 2005)
- Viaggio in Sardegna (23 aprile - 31 maggio 2005)
- Daniele Montis - I Giardini di legno. Metamorfosi di una vecchia miniera (25 marzo - 14 aprile 2005)
- Media.comm(unity)/comm.medium (28 febbraio - 28 maggio 2004)
- noBody - David Farrell/Pietrolio (19 dicembre 2003 - 8 gennaio 2004)
- L'isola al di là dal mare - Francesco Cito (22 novembre - 30 dicembre 2003)
- Antonio Marras - Il racconto della forma (31 maggio - 30 giugno 2003)
- Salvatore Ligios - Padri e figli. Sulle tracce di Amsicora (4 aprile - 4 maggio 2003)
- L'Istituto d'arte di Sassari 1935-2002. Una scuola d'arte per la Sardegna (18 gennaio - 19 maggio 2003)
- Stanis Dessy (31 maggio - 3 novembre 2002)
- Mario Delitala - L'opera completa (16 novembre 1999 - 16 gennaio 2000)
- Vincenzo Satta - L'impalpabile luce della pittura (17 giugno - 18 luglio 1999)
- Atlante: geografia e storia della giovane arte italiana (23 aprile - 23 maggio 1999)